# Bieruń
Bieruń [ˈbjɛruɲ] es una ciudad en Silesia en el sur de Polonia, cerca de Katowice. En el norte limita con la Unión Metropolitana de Alta Silesia - una metrópolis con una población de 2 millones de personas. Se encuentra en las tierras altas de Silesia, en el río Gostynia, un afluente del Río Vístula.
La ciudad está situada en el Voivodato de Silesia desde su creación en 1999, anteriormente en el Voivoidato de Katowice, y antes de la Segunda Guerra Mundial, del Voivodate Autónomo de Silesia. Bieruń es una de las ciudades de la conurbación de 2.7 millones - el área urbana de Katowice y dentro del área metropolitana de Silesia se encuentran cerca de 5 294 000 personas. La población de la ciudad es de 19,464 (2008).
El asentamiento de Berouna fue mencionada por primera vez en una escritura de 1376, cuando Silesia pertenecía a la Corona de Bohemia. Jan II de Opava, Duque de Racibórz, concedió los provilegios a la ciudad en 1387. Con la mayor parte de Silesia, fue conquistada por Prusia en 1742 e incorporada a la Provincia de Silesia. Localizada cerca de la frontera con Lesser Poland, Berun hasta 1919 era la ciudad más al sureste de Alemania.
Después del tercer levantamiento de Silesia en 1921 y el posterior plebiscito de Alta Silesia, Berun se incorporó a la Segunda República Polaca y poco después fue oficialmente nombrada Bieruń. Desde 1975 hasta 1991 fue el distrito del municipio vecino Tychy.

## Hermanamientos
Bieruń está hermandada con:
- Moravský Beroun, República Checa, desde 1992
- Gundelfingen, Alemania, desde 1997
- Ostroh, Ucrania, desde 2005